# Rêves lubriques
Pour plus de détails, voir Fiche technique et Distribution.
Rêves lubriques (Le amorose notti di Alì Babà) est une comédie érotique italo-française sortie en 1973, réalisé par Luigi Latini De Marchi.

## Synopsis
Ali Baba, fils du juge suprême du califat, est un coureur de jupons invétéré. Parmi ses nombreuses conquêtes figure Astrid, l'épouse suédoise du jardinier du palais. Son père, devenu misogyne après deux déceptions, veut réprimer la débauche et convoque le professeur Freuch à la cour pour légiférer à ce propos, en ciblant surtout les femmes. Ali tente par tous les moyens de perturber les entreprises de Freuch ; cependant, il assiste plus d'une fois à la condamnation des femmes par son père devant la cour. Menées par Astrid, les femmes du califat se révoltent, alors le calife intervient. Grâce à sa ruse et à une potion magique, il convertit le cadi et même Isba le neveu homosexuel de la directrice du harem, Zada, à l'amour des femmes. Ali Baba peut ainsi assouvir ses désirs. Lorsque les effets de la potion s'estompent, Isba se tourne vers le professeur, qui fuit le royaume, effrayé. Pendant ce temps, Ali Baba épouse Zada et quitte également le califat.

## Fiche technique
- Titre français : Rêves lubriques ou Les Nuits amoureuses d'Ali Baba ou Nuits andalouses[2]
- Titre original italien : Le amorose notti di Alì Babà
- Réalisation : Luigi Latini De Marchi
- Scénario : Renzo Genta (it) et Luigi Latini De Marchi
- Genre : comédie érotique
- Musique : Coriolano Gori
- Production : Luigi Mondello
- Photographie : Oberdan Troiani (it)
- Montage : Manlio Camastro
- Durée : 82 min
- Décors : Mimmo Scavia (it)
- Pays de production :  Italie,  France
- Langue originale : italien
- Dates de sortie : 
  - Italie : 17 octobre 1973[3]
  - France : 6 octobre 1976[3]
- Censure :
  - Italie : interdit aux moins de 18 ans en 1973, la censure est levée en 2009[4].

## Distribution
- Luis La Torre (sous le pseudo d'Alan Barker) : Ali Baba
- Krista Nell : Yashira
- Pierre Mirat : Bahara 'El Freuch'
- Ivana Novak : Ibidissan
- Colette Castel
- Barbara Betti
- Romano De Gironcoli
- Alessandro Perrella (it)
- Bruna Capponi
- Barbara Marzano (it) : une esclave
- Carla Mancini
- Mohamed Basri

## Critiques
P. Virgintino se demandait dans la Gazzetta del Mezzogiorno « comment ce petit film amateur et fade a pu trouver sa place à l'écran ».